# ヴァーノン・ハンドリー
ヴァーノン・ハンドリー（Vernon Handley CBE, 1930年11月11日 - 2008年9月10日）は、イギリスの指揮者。

## 経歴
インフィールド・ロンドン特別区に生まれる。オックスフォード大学で言語学を専攻した後、ギルドホール音楽演劇学校で指揮法を学んだ。
1962年にギルフォードで指揮者としてのキャリアを開始し、ギルドフォード・フィルハーモニー管弦楽団の音楽監督となった。またこの頃、BBC交響楽団でエイドリアン・ボールトのアシスタントも務めている。1970年以降、ロンドンを本拠にストックホルムやオスロなどのオーケストラにしばしば客演を重ね、スウェーデン南部のマルメ交響楽団の首席指揮者となる。1985年から1990年まで北アイルランドのアルスター管弦楽団首席指揮者を務め、1988年には読売日本交響楽団に招聘されて初来日を果たしている。特にイギリス音楽のスペシャリストとして人気が高い。その録音にはロバート・シンプソン、マルコム・アーノルド、ヴォーン・ウィリアムズの交響曲全集などがある。中でもロイヤル・フィルハーモニー管弦楽団と協演したホルスト「惑星」は高い評価を得ている。
ウェールズのモンマスシャーにある自宅で死去。